# Bastnäsite-(Y)
La bastnäsite-(Y) è un minerale appartenente al gruppo della bastnäsite.